# Boo-Boo Bear
Boo-Boo Bear, conhecido como Catatau no Brasil e em Portugal, é uma personagem de desenho animado, um urso antropomórfico (animal com características humanas), foi criado e produzido pela dupla William Hanna e Joseph Barbera. Catatau apareceu pela primeira vez em 1958 como um coadjuvante da série animada The Huckleberry Hound Show.

## História
O urso Catatau apareceu pela primeira vez junto com Zé Colmeia como personagens secundário da série animada The Huckleberry Hound Show (1958), quando foi dada a Zé Colmeia sua própria série The Yogi Bear Show em 1961, Catatau, foi com ele. Desde então, Catatau permaneceu ao lado de Zé Colmeia, através de quase todas as séries da Hanna-Barbera, filmes e especiais em que Zé Colmeia apareceu, sendo as únicas excepções Yogi's Space Race e Galaxy Goof-Ups, que no seu lugar apareceu um novo personagem chamado Scare Bear.

## Outras aparições
- Os Simpsons no episódio ("When You Dish Upon a Star") Homer sonha que ele é o Zé Colmeia, Bart é o Catatau e Ned Flanders é o Guarda Smith.
- Harvey Birdman, Attorney at Law Catatau apareceu no episódio "Death By Chocolate" (2002), ele era suspeito de ser um terrorista. Mais tarde, ele apareceu nos episódios  "Back to the Present", "Blackwatch Plaid". Em quase todos esses episódios, Catatau parecia ter um relacionamento romântico com Harvey.
- O Laboratório de Dexter episódio "Chubby Cheese""
- Family Guy episódio "Hell Comes to Quahog"
- Frango Robô episódio "Ban on the Fun"

## Dubladores

### Nos Estados Unidos
- Don Messick(1958-94)
- John Kricfalusi
- Tom Kenny(2002)
- Justin Timberlake(2010)

### No Brasil
- Magno Marino
- Roberto Barreiros
- Luís Manuel
- Flávio Dias
- Renan Freitas
- Peterson Adriano